# Communauté de communes de la Basse Automne
La communauté de communes de la Basse Automne (CCBA) est une ancienne communauté de communes française, située dans le département de l'Oise et la région Hauts-de-France.

## Historique
La communauté de communes a été créée par un arrêté préfectoral du 2 mars 1998.
Dans le cadre des dispositions de la loi portant nouvelle organisation territoriale de la République (Loi NOTRe) du 7 août 2015, qui prévoit que les établissements publics de coopération intercommunale (EPCI) à fiscalité propre doivent avoir un minimum de 15 000 habitants, le préfet de l'Oise a publié en octobre 2015 un projet de nouveau schéma départemental de coopération intercommunale, qui prévoit la fusion de plusieurs intercommunalités, et notamment de la communauté d’agglomération de la région de Compiègne et de la communauté de communes de la Basse Automne, permettant ainsi la création d'un nouvel EPCI de 22 communes et 81 226 habitants. Cette fusion avait déjà été envisagée dans le cadre du schéma départemental de coopération intercommunale (SDCI) de 2011.
La nouvelle intercommunalité, la Communauté d'agglomération de la Région de Compiègne et de la Basse Automne, est créée le 1er janvier 2017.

## Territoire communautaire

### Composition
En 2016, la communauté de communes de la Basse Automne comprenait les 6 communes suivantes :
| Nom                     | Code Insee | Gentilé    | Superficie (km2) | Population (dernière pop. légale) | Densité (hab./km2) |
| ----------------------- | ---------- | ---------- | ---------------- | --------------------------------- | ------------------ |
| Verberie (siège)        | 60667      | Sautriauts | 15,05            | 4 100 (2014)                      | 272                |
| Béthisy-Saint-Martin    | 60067      | Béthisiens | 9,82             | 1 128 (2014)                      | 115                |
| Béthisy-Saint-Pierre    | 60068      | Béthisiens | 6,53             | 3 143 (2014)                      | 481                |
| Néry                    | 60447      |            | 16,34            | 669 (2014)                        | 41                 |
| Saintines               | 60578      |            | 2,87             | 1 002 (2014)                      | 349                |
| Saint-Vaast-de-Longmont | 60600      | Valmontois | 4,90             | 639 (2014)                        | 130                |

## Organisation

### Siège
Le siège de la communauté de communes était dans l'ancienne mairie de Verberie, 13, rue Saint-Pierre.

### Élus
La communauté d'agglomération est administrée par son conseil communautaire, composé de  conseillers municipaux représentant chacune des communes membres en proportion de leur population répartis comme suit pour la mandature 2014-2020 : 

- 11 délégués pour Verberie ;

- 9 délégués pour Béthisy-Saint-Pierre ;

- 3 délégués pour Béthisy-Saint-Martin et Saintines ;

- 2 délégués pour Néry et Saint-Vaast-de-Longmont.
Le conseil communautaire d'avril 2014 a réélu son président, Patrick Floury, désormais membre de l'opposition municipale de Verberie. Les majorités municipales de  Verberie et Saint-Vaast-de-Longmont ne sont pas représentées au bureau de l'intercommunalité pour la mandature 2014-2020.

### Liste des présidents
| Période                                  | Période | Identité       | Étiquette | Qualité                                                                                                   |
| ---------------------------------------- | ------- | -------------- | --------- | --- |
| Les données manquantes sont à compléter. |         |                |           | |
| 2001 ou avant                            | 2016    | Patrick Floury | LR        | Kinésithérapeute Maire (1995 → 2014) puis conseiller municipal de Verberie Réélu pour le mandat 2014-2020 |

### Compétences
L'intercommunalité exerçait les compétences qui lui ont été transférées par les communes membres, dans les conditions définies par le code général des collectivités territoriales.

### Régime fiscal et budget
La Communauté de communes était un établissement public de coopération intercommunale à fiscalité propre.
Afin de financer l'exercice de ses compétences, la communauté de communes percevait une fiscalité additionnelle aux impôts locaux des communes, avec fiscalité professionnelle de zone (FPZ) et sans fiscalité professionnelle sur les éoliennes (FPE).
Elle collectait également la redevance d'enlèvement des ordures ménagères (REOM), qui finance le fonctionnement de ce service public.

### Organismes de regroupement
L'intercommunalité était membre de : 
- Syndicat mixte de la Vallée de l'Oise pour le transport et traitement des déchets ménagers et assimilés ;
- Syndicat mixte de la Basse Automne et de la Plaine d'Estrées[1].

Elle était adhérente de l'Association du bassin compiégnois, qui compte trois communautés de communes :
– communauté de communes de la Basse Automne ;
– Agglomération de la région de Compiègne ;
– Communauté de communes de la Plaine d'Estrées[réf. nécessaire].